# Пеллонпяя, Матти
Ма́тти Калерво Пе́ллонпяя (фин. Matti Kalervo Pellonpää; 28 марта 1951, Хельсинки, Финляндия — 13 июля 1995, Вааса, Финляндия) — финский актёр, музыкант.
Начал карьеру в 1962 в качестве актёра театра и радио в финской национальной радиовещательной компании YLE. В 1970-х работал в любительских театрах, а в 1977 окончил Театральную академию Финляндии. Пеллонпяя одинаково успешно играл как в театре, так и в кино, и на телевидении. Кроме того в 70-х он появлялся в рок-группах, в частности, был связан с группой «Sleepy Sleepers» (позже — «Leningrad Cowboys»). В 1989 году Матти Пеллонпяя основал рок-группу «Peltsix», в которой он занял место вокалиста. Группа существовала с 1989 по 1995 гг. и стала культовым коллективом хельсинкской рок-сцены тех лет.
Главная роль в фильме «Вдаль уплывают облака» (1996) была написана специально для Матти. Но 13 июля 1995, перед самым началом съёмок, он умер от сердечного приступа. Режиссёр Аки Каурисмяки переписал ту роль в женскую и поручил сыграть её Кати Оутинен.

## Фильмография
- Мальчишки / Pojat (1962), режиссёр Микко Нисканен
- Аксели и Элина / Akseli ja Elina (1970), режиссёр Эдвин Лайне
- Вкус лета / Kesän maku (1975), режиссёр Аско Толонен — Хессу
- История Антти Пуухаара / Antti Puuhaara (1976), режиссёры Катариина Лахти, Хейкки Партанен и Риитта Раутома
- Последний лесопункт / Viimeinen savotta (1977), режиссёр Эдвин Лайне — Калле Няпянмаа
- Ruskan jälkeen (1979), режиссёр Эдвин Лайне
- Лгун / Valehtelija (1981), режиссёр Мика Каурисмяки — поклонник Чендлера
- Pedon merkki (1981), режиссёр Яаакко Паккасвирта
- Джекпот 2 / Jackpot2 (1982), режиссёр Мика Каурисмяки
- Никчёмные / Arvottomat (1982), режиссёр Мика Каурисмяки — Манне
- Regina ja miehet (1983), режиссёр Ансси Мянттяри
- Апрель — самый жестокий месяц / Huhtikuu on kuukausista julmin (1983), режиссёр Ансси Мянттяри
- Преступление и наказание / Rikos ja rangaistus (1983), режиссёр Аки Каурисмяки — Никандер, приятель Антти
- Клан — история семейства Саммако / Klaani — Tarina Sammakoitten suvusta (1984), режиссёр Мика Каурисмяки
- Kello (1984), режиссёр Ансси Мянттяри
- Aikalainen (1984), режиссёр Тимо Линнасало
- Любовная история/ Rakkauselokuva (1984), режиссёр Ансси Мянттяри
- Последний из крысиных шкур / Viimeiset rotannahat (1985), режиссёр Ансси Мянттяри — отец мужчины в белом костюме
- Союз Каламари / Calamari Union (1985), режиссёр Аки Каурисмяки — Франк
- Ylösnousemus (1985), режиссёр Ансси Мянттяри
- Тени в раю / Varjoja paratiisissa (1986), режиссёр Аки Каурисмяки — Никандер
- Рокки-6 / Rocky VI (1986), режиссёр Аки Каурисмяки — менеджер Игоря
- Kuningas lähtee Ranskaan (1986), режиссёр Ансси Мянттяри
- Näkemiin, hyvästi (1986), режиссёр Ансси Мянттяри
- Гамлет идёт в бизнес / Hamlet liikemaailmassa (1987), режиссёр Аки Каурисмяки — охранник
- Ариэль / Ariel (1988), режиссёр Аки Каурисмяки — Микконен
- Ча-ча-ча / Cha cha cha (1989), режиссёр Мика Каурисмяки — Матти Ойянперя
- Грязные руки / Dirty hands (1989), режиссёр Аки Каурисмяки — Уго
- Ленинградские ковбои едут в Америку / Leningrad Cowboys Go America (1989), режиссёр Аки Каурисмяки — Владимир Кузьмин, менеджер группы
- Kiljusen herrasväen uudet seikkailut (1990), режиссёр Матти Куортти
- Долли и её любовник / Räpsy ja Dolly (1990), режиссёр Матти Ийяс
- Зомби и поезд-призрак / Zombie ja kummitusjuna (1991), режиссёр Мика Каурисмяки — Харри, фронтмен группы «Harry and the Mulefukkers»
- Ночь на Земле / Night on Earth (1991), режиссёр Джим Джармуш — Мика, таксист из Хельсинки
- Kadunlakaisijat (1991), режиссёр Олли Сойнио
- Жизнь богемы / Boheemielämää (1992), режиссёр Аки Каурисмяки — Родольфо
- Missä on Musette? (1992), режиссёр Вейкко Ниеминен
- Papukaijamies (1992), режиссёр Вейкко Ниеминен
- Det var väl själva fan också (1993), режиссёр Peter Östlund
- Последний кордон / The Last Border (1993), режиссёр Мика Каурисмяки
- Ленинградские ковбои встречают Моисея / Leningrad Cowboys Meet Moses (1993), режиссёр Аки Каурисмяки — Владимир / Моисей
- Береги свою косынку, Татьяна / Pidä huivista kiinni, Tatjana (1993), режиссёр Аки Каурисмяки — Рейно
- Железные всадники / Iron Horsemen (1995), режиссёр Жиль Шарман
- Sirpaleita (1996), режиссёр Аку Лоухимиес

Матти Пеллонпяя также появляется посмертно в фильмах братьев Каурисмяки:
- Вдаль уплывают облака / Kauas pilvet karkaavat (1996, режиссёр Аки Каурисмяки) — ребёнок на фото
- Лос-Анджелес без карты / L.A. Without a Map (1998, режиссёр Мика Каурисмяки)
- Человек без прошлого / Mies vailla menneisyyttä (2002, режиссёр Аки Каурисмяки)